# 1813 na ciência

## Nascimentos
| Data            | Nome              | Profissão                        | Nacionalidade  | Observações                                                            | Ref               |
| --------------- | ----------------- | -------------------------------- | -------------- | ---------------------------------------------------------------------- | ----------------- |
| 12 de fevereiro | James Dwight Dana | geólogo, mineralogista e zoólogo | Estados Unidos | m. 1895 Medalha Wollaston 1872 Medalha Copley 1877 Medalha Clarke 1882 | [ 1 ] [ 2 ] [ 3 ] |

## Mortes
| Data | Nome | Profissão | Nacionalidade | Observações | Ref |
| ---- | ---- | --------- | ------------- | ----------- | --- |

## Prémios
Medalha Copley
- William Thomas Brande[2]